# Cantonul Marseille-Saint-Giniez
Cantonul Marseille-Saint-Giniez este un canton din arondismentul Marseille, departamentul Bouches-du-Rhône, regiunea Provence-Alpes-Côte d'Azur, Franța.